# 9382 Mihonoseki
9382 Mihonoseki eller 1993 TK11 är en asteroid i huvudbältet som upptäcktes den 11 oktober 1993 av de båda japanska astronomerna Kazuro Watanabe och Kin Endate vid Kitami-observatoriet. Den är uppkallad efter den japanska byn Mihonoseki.
Asteroiden har en diameter på ungefär 3 kilometer.